# Maison de la Familiarité
La Maison de la Familiarité est un bâtiment ancien situé à Conliège dans le Jura en Franche-Comté. Ce bâtiment est inscrit aux monuments historiques depuis 1970.